# Madikeri
Madikeri (język kannada: ಮಡಿಕೇರಿ; dawniej także Mercara) – miasto w indyjskim stanie Karnataka. Stolica dystryktu Kodagu. Obecna nazwa miasta jest skrótem pierwotnej Muddu radźa keri, dosłownie "miasto króla Muddu' który panował w latach 1633-1687.

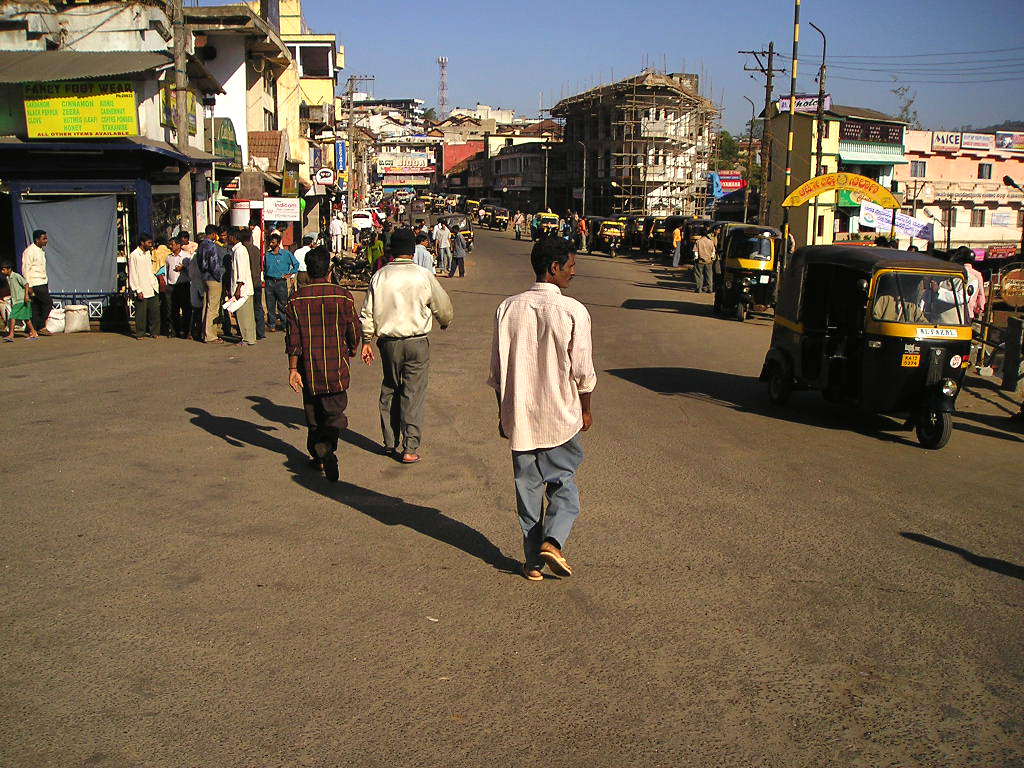
Ulica w Madikeri

## Przypisy

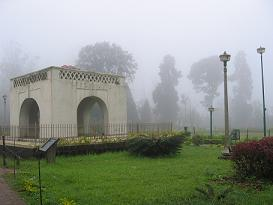
Tzw. "raja seat" w Madikeri